# Годой, Матиас
Матиас Эмануэль Годой (исп. Matías Emanuel Godoy; 10 января 2002) — аргентинский футболист, нападающий клуба «Эстудиантес». Чемпион Южной Америки в возрастной группе до 15 лет в составе сборной Аргентины до 15 лет (2017 года) и чемпион Южной Америки в возрастной группе до 17 лет в составе сборной Аргентины до 17 лет (2019 года).

## Клубная карьера
Начал карьеру в молодёжной команде клуба «Сентраль Архентино Олимпико». В 2011 году стал игроком футбольной академии клуба «Атлетико Рафаэла». В апреле 2018 года был впервые вызван в основной состав, 16 апреля дебютировал за команду в матче против клуба « Кильмес» в Примере B.

## Карьера в сборной
Матиас Годой сыграл за сборную Аргентины до 15 лет на чемпионате Южной Америки 2017 года, забив четыре мяча. Аргентинцы выиграли турнир.
В октябре 2018 года Годой был вызван в состав сборной Аргентины до 17 лет на товарищеские матчи против сборных Чили, Мексики и США. 4 октября 2018 года в матче против сверстников из США забил гол после передачи Матиаса Паласиоса. В марте 2019 года Пабло Аймар вызвал Годоя на чемпионат Южной Америки (до 17 лет) в Перу. Аргентинцы одержали победу на турнире.

## Достижения
Аргентина (до 15)
- Победитель чемпионата Южной Америки (до 15 лет): 2017

Аргентина (до 17)
- Победитель чемпионата Южной Америки (до 17 лет): 2019